# NN-275
La carretera NN‑275 es una vía departamental secundaria del departamento de Chinandega, en el noroeste de Nicaragua. Conecta la cabecera municipal de Cinco Pinos con el centro de San Pedro del Norte a través de una ruta de 10.12 km. Fue inaugurada en 2011, mejorando el acceso a comunidades rurales cercanas a la frontera con Honduras.

## Trazado y cruces
La siguiente tabla muestra su recorrido, localidades y principales conexiones:
| km    | Localidad                  | Departamento | Conexión / Ruta |
| ----- | -------------------------- | ------------ | --------------- |
| 0.0   | Cinco Pinos                | Chinandega   | NIC 32B         |
| 4.8   | Comunidad rural intermedia | Chinandega   |                 |
| 10.12 | San Pedro del Norte        | Chinandega   |                 |